# Valea Uțului
Valea Uțului falu Romániában, Erdélyben, Fehér megyében.

## Fekvése
Felsővidra közelében fekvő település.

## Története
Valea Uţului korábban Felsővidra része volt. 1956 körül vált külön 25 lakossal.
1966-ban 155, 1977-ben 98, 1992-ben 53, 2002-ben pedig 26 román lakosa volt.